# Ordine al merito nella cultura e nell'arte
L'ordine al merito nella cultura e nell'arte (in russo Орден «За заслуги в культуре и искусстве»?) è un'onorificenza della Federazione Russa istituita con il Decreto del Presidente della Federazione Russa n. 460 del 9 agosto 2021  per premiare i meriti dei cittadini della Federazione Russa e dei cittadini stranieri nel campo della cultura e dell'arte.

## Storia
L'ordine è stato istituito il 9 agosto 2021 ed è stato assegnato per la prima volta il 20 gennaio 2022.

## Assegnazione
L'ordine viene assegnato per premiare:
- la realizzazione di spettacoli teatrali, film e film per la televisione, opere letterarie e musicali, concerti e programmi circensi, programmi televisivi e radiofonici, opere d'arte monumentale e decorativa che abbiano ottenuto ampi riconoscimenti da parte del pubblico e della comunità professionale;
- la progettazione e realizzazione di complessi architettonici, di edifici e di strutture unici;
- la creazione di immagini ad alto contenuto artistico in spettacoli teatrali e cinematografici, opere di pittura, scultura e grafica;
- un grande contributo allo studio, alla conservazione e alla divulgazione della cultura e dell'arte russa e del patrimonio culturale dei popoli della Federazione Russa;
- meriti speciali nell'organizzazione e nell'esecuzione del restauro di siti del patrimonio culturale dei popoli della Federazione Russa e la creazione di riserve storiche e culturali;
- meriti in attività educative nel campo della cultura e dell'arte, dell'educazione patriottica e militare-patriottica della gioventù;
- meriti nello sviluppo di un sistema di istruzione professionale nel campo delle arti al fine di preparare i lavoratori creativi per tutti i tipi di attività culturali, comprese le attività nel campo della musica accademica, dell'opera e dell'arte del balletto, del teatro drammatico, della cinematografia, della creatività (industrie creative), nell'aver fornito un'elevata professionalità degli artisti russi e della loro competitività a livello internazionale;
- un grande contributo alla creazione e allo sviluppo di organizzazioni, associazioni, movimenti per l'infanzia e la gioventù incentrati su attività creative, di volontariato, di beneficenza ed educative;
- meriti nello stabilire, sviluppare e mantenere legami culturali e umanitari internazionali;
- altri meriti nel campo della cultura e dell'arte.

L'ordine può essere assegnato ai cittadini stranieri per premiare la partecipazione attiva alle attività creative delle organizzazioni culturali e artistiche russe, un grande contributo alla realizzazione di progetti congiunti con la Federazione Russa nel campo della cultura e dell'arte e la divulgazione e promozione della cultura e dell'arte russa all'estero che abbiano attirato investimenti nello sviluppo della cultura e dell'arte russa.
L'assegnazione a un cittadino, di norma, è subordinata alla presenza di un altro riconoscimento statale della Federazione Russa.
Il distintivo dell'ordine è indossato sul lato sinistro del petto e, in presenza di altri ordini della Federazione Russa, viene posto dopo il distintivo dell'Ordine di Pirogov.
Per le occasioni speciali e l'eventuale uso quotidiano è prevista una copia in miniatura del distintivo da porre dopo la copia in miniatura del distintivo dell'Ordine di Pirogov.
Il nastro si trova sull'abbottonatura dopo il nastro dell'Ordine di Pirogov. Sugli abiti civili il nastro ha forma di coccarda da porre sul lato sinistro del petto.

## Insegne
Il distintivo è in argento smaltato e ha la forma di una croce rettilinea equilatera con estremità a forma di cartigli, sovrapposta a una lastra quadrata d'argento con angoli scolpiti e di colore dorato e smaltata nei colori della bandiera di Stato della Federazione Russa. Al centro della croce vi è un medaglione rotondo d'argento con bordo convesso ricoperto di smalto bianco su cui vi è un'immagine in rilievo dell'emblema di Stato della Federazione Russa di colore dorato. Lungo la circonferenza del medaglione, su un bordo di smalto azzurro, è riportata l'iscrizione a lettere dorate sbalzate maiuscole "ЗА ЗАСЛУГИ В КУЛЬТУРЕ И ИСКУССТВЕ" (in italiano: PER MERITI NELLA CULTURA E NELL'ARTE). Il medaglione è delimitato da una corona di rami di ulivo e di palma. Le estremità dei rami sono incrociate in basso e legate con un nastro dorato. Nella parte superiore della croce vi è un'immagine in rilievo di una lira; ad essa è sovrapposta l'immagine di una penna d'oca incrociata a un pennello artistico. Entrambe le immagini sono dorate. La distanza tra le estremità opposte della croce è di 40 mm. Sul retro del distintivo è inciso il motto dell'ordine in lettere maiuscole in rilievo "ЗА ТРУДЫ И ТАЛАНТЫ" (in italiano: PER OPERE E TALENTI). Sotto è presente il numero di serie dell'ordine.
Il distintivo è collegato ad un blocco pentagonale con l'ausilio di un occhiello e di un anello. Il blocco è ricoperto da un nastro di seta moiré di colore rosso. Il nastro ha bordi gialli e al centro una striscia longitudinale blu. Il nastro nel suo complesso è largo 24 mm, la striscia blu 2 mm e il bordo giallo 1 mm.
Sul blocco è posta una copia in miniatura del distintivo dell'ordine. La distanza tra le estremità della croce è di 15,8 mm, l'altezza del blocco dalla parte superiore dell'angolo inferiore al centro del lato superiore è pari a 19,2 mm, la lunghezza del lato superiore a 10 mm, la lunghezza di ciascuno dei lati a 10 mm e la lunghezza di ciascuno dei lati che formano l'angolo inferiore a 10 mm.
Quando si indossa il nastro dell'ordine al merito nella cultura e nell'arte sulle uniformi viene utilizzato un nastrino alto 8 mm e largo 24 mm. 
Sul nastro dell'ordine vi è una coccarda con un'immagine in miniatura dell'ordine in metallo smaltato. La distanza tra le estremità della croce è di 13 mm. Il diametro di uscita è di 15 mm.

## Insigniti
- Lev Valerianovich Leshchenko (20 gennaio 2022) - Presidente della Fondazione culturale Lev Leshchenko, artista e cantante, membro dell'Unione Internazionale degli Artisti di Varietà, Mosca [4]